# Wahooly
Wahooly is een sociaalnetwerksite gericht op het belonen van invloedrijke gebruikers van sociale media door middel van participatie in internet startups. Het bedrijf ging eind 2011 van start en ging een samenwerking aan met Klout. In januari 2012 telt de site 27.000 gebruikers die gedurende dit jaar 200 internet startups zullen gaan begeleiden.

## Wahooligans
De term "Wahooligans" komt voort vanuit de groep eerste gebruikers die ervoor kozen om samen te werken en een onderling netwerk op te bouwen. Het is afgeleid van het Engelse woord hooligans omdat de Wahooligans zichzelf zien als verstoorders van de sociale status quo.